# Silnice II/134
II/134 je silnice 2. třídy, která spojuje obce v okrese Jindřichův Hradec (Jarošov nad Nežárkou, Popelín) a v okrese Jihlava (Horní Dubenky, Batelov). Její celková délka je 31,818 km. Průběh silnice kopíruje železniční trať Jindřichův Hradec - Batelov.

## Vedení silnice
| Kraj      | km     |
| --------- | ------ |
| Jihočeský | 15,027 |
| Vysočina  | 17,234 |

### Okres Jindřichův Hradec - Jihočeský Kraj
Celková délka 15,027 km - mostů: 1 - železničních přejezdů: 3
Silnice II/134 začíná v Jarošově nad Nežárkou vyústěním ze silnice I/23. Pokračuje dále obcemi Bednárec, Bednáreček, Popelín a Horní Olešná. Na hranicích s okresem Pelhřimov přechází do Kraje Vysočina.
| Místo                | km     | Cíl                                   | Poznámka                                     |
| -------------------- | ------ | ------------------------------------- | -------------------------------------------- |
| Jarošov nad Nežárkou | 0,000  | Jindřichův Hradec/Strmilov            | vyústění                                     |
|                      | 2,356  | III/1323 Kamenný Malíkov              |                                              |
| Bednáreček           | 6,448  | III/1348 Česká Olešná                 |                                              |
| Popelín              | 9,197  | III/1349 Česká Olešná                 |                                              |
| Popelín              | 9,436  | III/13410 železniční stanice Popelín" |                                              |
| Popelín              | 9,702  | III/13412 Bořetín                     |                                              |
| Popelín              | 9,884  | III/13212 Stojčín                     |                                              |
|                      | 15,027 |                                       | hranice okresů Jindřichův Hradec / Pelhřimov |

### Okres Pelhřimov - Kraj Vysočina
Celková délka 0,675 km.
V okrese Pelhřimov probíhá silnice II/134 pouze 0,675 km dlouhým úsekem, ve kterém se nachází křižovatka se silnicí III/13414 na Stojčín. Dále pak silnice II/134 pokračuje do okresu Jihlava.
| Místo | km     | Cíl               | Poznámka                                     |
| ----- | ------ | ----------------- | -------------------------------------------- |
|       | 15,027 |                   | hranice okresů Pelhřimov / Jindřichův Hradec |
|       | 15,259 | III/13414 Stojčín |                                              |
|       | 15,702 |                   | hranice okresů Pelhřimov / Jihlava           |

### Okres Jihlava- Kraj Vysočina
Celková délka 16,559 km - mostů: 3 - železničních přejezdů: 1.
Nejdelší úsek silnice II/134 vede okresem Jihlava. Z hranic okresu Pelhřimov silnice přichází do Panských Dubenek a dále pokračuje přes Býkovec, Kaliště, Horní Dubenky až do Nové Vsi, kde zaúsťuje v průtahu obcí do silnice II/112. Po vyústění ze silnice II/112 pokračuje dále do Batelova, kde za železničním přejezdem končí zaústěním do silnice II/639.
| Místo          | km     | Cíl                                   | Poznámka                           |
| -------------- | ------ | ------------------------------------- | ---------------------------------- |
|                | 15,702 |                                       | hranice okresů Jihlava / Pelhřimov |
| Panské Dubenky | 16,445 | Domašín III/13415 Zahrádky            |                                    |
| Panské Dubenky | 16,812 | Horní Vilímeč                         |                                    |
| Kaliště        | 20,250 | III/40914 Klatovec                    |                                    |
| Kaliště        | 20,411 | III/13417 Počátky                     |                                    |
|                | 21,547 | III/13418 Jihlávka III/13420 Janštejn |                                    |
| Nová Ves       | 26,710 | Horní Cerekev                         | zaústění                           |
| Nová Ves       | 26,710 | Telč                                  | vyústění                           |
|                | 30,365 | III/13421 Rácov                       |                                    |
| Batelov        | 31,363 | Třešť III/13423 Švábov                |                                    |
| Batelov        | 31,634 | III/13424                             | spojka ulic Na Mýtě a Jihlavská    |
| Batelov        | 31,818 | ul. Jihlavská                         | zaústění                           |